# Lucia Recchia
Lucia Recchia (* 8. Januar 1980 in Rovereto) ist eine ehemalige italienische Skirennläuferin. Sie startete vorwiegend in der Abfahrt und im Super-G. Recchia wurde 2005 Vizeweltmeisterin im Super-G und erreichte zwei Podestplätze im Weltcup.

## Biografie
Recchia gewann 1995 den Super-G des Whistler Cups. Nach Starts bei FIS-Rennen und im Europacup nahm sie im Dezember 1998 erstmals an einem Weltcup-Rennen teil. Erste Platzierungen unter den besten zehn eines Weltcuprennens schaffte sie im Dezember 1999 als Neunte der Abfahrt in St. Moritz und im Januar 2000 als Vierte der Abfahrt in Cortina d’Ampezzo. Bei den Juniorenweltmeisterschaften 2000 im kanadischen Mont Sainte-Anne wurde sie in der Abfahrt hinter der Schweizerin Fränzi Aufdenblatten Vizeweltmeisterin, im Super-G Fünfte.
Es folgten vier Jahre mit durchwegs mageren Leistungen. Nur bei den Weltmeisterschaften 2001 in St. Anton gelang ihr mit dem achten Rang eine Platzierung unter den besten zehn. Erst im Februar 2004 gelang ihr zum ersten Mal nach vier Jahren auch im Weltcup wieder der Sprung unter die Top 10. In Åre wurde sie Vierte im Super-G. Im Dezember 2004 schrammte sie beim Super-G in Zauchensee knapp an einem Weltcupsieg vorbei. Mit 28 Hundertstelsekunden Rückstand auf die Österreicherin Alexandra Meissnitzer belegte sie den zweiten Platz, der ihr bestes Weltcupergebnis blieb.
Der größte Erfolg ihrer Karriere gelang ihr im Januar 2005, als sie bei den Weltmeisterschaften im italienischen Santa Caterina überraschend hinter der Schwedin Anja Pärson die Silbermedaille im Super-G gewann. Kurz darauf gelang ihr mit Platz drei im Super-G von Åre ihr zweiter und letzter Podestplatz im Weltcup. Bei den Olympischen Winterspielen 2006 erzielte sie als beste Italienerin den achten Platz im Super-G sowie Rang 13 in der Abfahrt.
Wegen anhaltender Rückenschmerzen musste Recchia die Saison 2006/07 noch vor dem Weltcupfinale beenden und konnte im nächsten Winter überhaupt keine Rennen bestreiten. Ab der Saison 2008/09 war sie wieder im Weltcup am Start und erreichte zunächst in den meisten Rennen die Punkteränge, Platzierungen unter den besten 20 aber nur selten. Im folgenden Winter (2009/10) konnte sie wieder an frühere Leistungen anschließen und dreimal unter die ersten zehn fahren. Auch bei den Olympischen Winterspielen 2010 in Vancouver gelangen ihr mit Platz sieben im Super-G und Rang neun in der Abfahrt zwei Top-10-Platzierungen. Nach dem Winter musste sie sich einer Kreuzbandoperation im linken Knie unterziehen. Bereits im Januar hatte sie in der Abfahrt von Cortina d’Ampezzo eine Kreuzbandverletzung erlitten, konnte die Saison aber zu Ende fahren. Wegen anhaltender Knieprobleme nahm Recchia in der Saison 2010/11 nur an drei Weltcuprennen in Lake Louise und Cortina d’Ampezzo teil.
Zu Beginn der Saison 2011/12 erzielte Recchia mit dem sechsten Platz in der Abfahrt von Lake Louise ihr letztes Spitzenergebnis im Weltcup. Ein Jahr später gab sie während des Weltcupwochenendes in Lake Louise aufgrund anhaltender Knieschmerzen ihren Rücktritt bekannt.
Am 13. Juli 2013 heiratete Recchia den Südtiroler Sportjournalisten Christoph Wieser.

## Erfolge

### Olympische Spiele
- Salt Lake City 2002: 18. Kombination, 24. Abfahrt
- Turin 2006: 8. Super-G, 13. Abfahrt
- Vancouver 2010: 7. Super-G, 9. Abfahrt

### Weltmeisterschaften
- St. Anton 2001: 8. Abfahrt
- St. Moritz 2003: 16. Super-G
- Santa Caterina 2005: 2. Super-G
- Åre 2007: 29. Abfahrt

### Weltcup
- 2 Podestplätze, 14 weitere Ergebnisse unter den besten zehn

### Juniorenweltmeisterschaften
- Pra Loup/La Sauze 1999: 8. Super-G, 20. Abfahrt, 24. Riesenslalom, 44. Slalom
- Québec 2000: 2. Abfahrt, 5. Super-G, 15. Riesenslalom, 33. Slalom

### Weitere Erfolge
- 3 italienische Meistertitel (Super-G 2003 und 2005, Riesenslalom 2004)
- je 3 Top-10-Platzierungen im Europacup und im Nor-Am Cup
- 2 Siege im South American Cup
- 3 Siege in FIS-Rennen